# Seixo de Manhoses
Seixo de Manhoses es una freguesia portuguesa del municipio de Vila Flor, con 8,80 km² de superficie y 501 habitantes (2001). Su densidad de población es de 56,9 hab/km².